# Koreografi

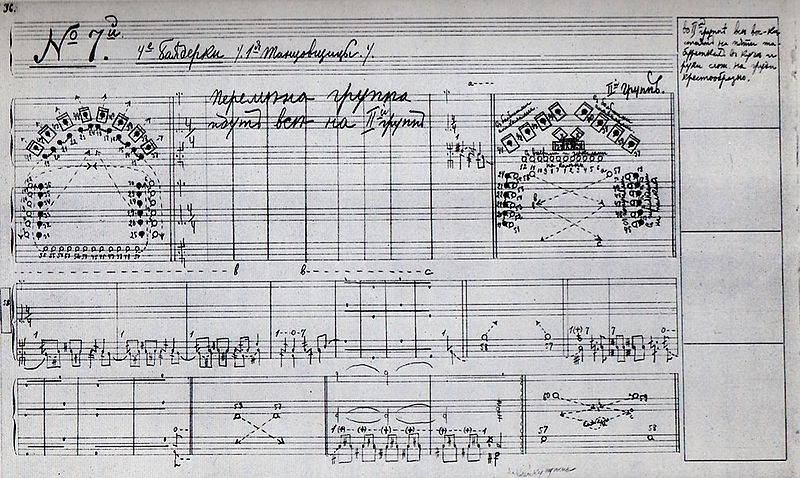
Koreografisk notation till baletten La Bayadère.

Koreografi (av klassisk grekiska χορός 'dans' och γράφειν 'skriva')  är konsten att skapa en dans och beskriva dans så att utförandet av dansens olika komponenter, som rörelse, steg och positioner, kan gestaltas till en helhet. Ordet koreografi betecknar även den skapade danskompositionen.
Koreografi använder kroppsliga och rumsliga uttryck. Den formella eller klassiska förståelsen av begreppet handlar om att en koreograf ger förutsättningar och instruktioner för hur en grupp dansare ska röra sig i förhållande till varandra, tiden och rummet, vid framförande på en scen eller annat socialt sammanhang, ofta till musik. Men koreografi kan även användas tvärkonstnärligt i en bredare bemärkelse, som ett verktyg för att förstå eller utveckla alla typer av rörelse.
Traditionellt sett finns inom den västerländska sceniska danskonsten en uppdelning mellan ”utförare” (dansare) och ”skapare/instruktör” (koreograf). Dansaren har betraktats som både ”material”, ”verktyg” och ”uttolkare” (interpret) åt koreografen som tillskrivits rollen som konstnär. Idag har denna uppdelning på många sätt suddats ut, då många dansaktörer rör sig fritt mellan rollerna, inte sällan i form av utövardrivna kollektiv.
För att nedteckna en beskrivning av en danskomposition så att verket kan bevaras för framtiden används olika system för dansnotation. 
En person som arbetar med koreografi kallas koreograf. Arbetssätt för att skapa en danskomposition kan bygga på en eller båda av två grundläggande tekniker: improvisation eller planerad koreografi, där man utgår mer från bestämda positioner och rörelser.